# Rallye autrichien des Alpes 1971
Le Rallye autrichien des Alpes 1971 (42. Internationale Österreichische Alpenfahrt), disputé du 12 au 15 mai 1971, est la treizième manche du Championnat international des marques (IRC) courue depuis 1970 et la sixième manche du Championnat international des marques 1971.

## Contexte avant la course

### Le championnat international des rallyes pour marques
Alors que le championnat d'Europe des rallyes pour conducteurs fut créé en 1953, ce n'est que quinze ans plus tard, en 1968 qu'apparut le championnat d'Europe des rallyes pour marques (ERC), Ford devenant cette année-là le premier constructeur titré dans la discipline. En 1970, le championnat devint intercontinental et fut rebaptisé championnat international des rallyes pour marques (IRCM) en intégrant une épreuve africaine, le Safari. Le calendrier 1971 comprend neuf manches, deux de plus que l'année précédente grâce à l'intégration du Rallye du Maroc et au retour de la Coupe des Alpes. Les épreuves sont réservées aux catégories suivantes :
- Groupe 1 : voitures de tourisme de série
- Groupe 2 : voitures de tourisme spéciales
- Groupe 3 : voitures de grand tourisme de série
- Groupe 4 : voitures de grand tourisme spéciales

À mi-saison, Alpine figure en tête du classement provisoire du championnat international, la marque française, qui a remporté le Rallye Monte-Carlo et le Rallye Sanremo-Sestriere, comptant sept points d'avance sur Datsun et Lancia.

### L'épreuve
Organisé pour la première fois en 1910, l'«Österreichische Alpenfahrt» passe pour l'une des plus difficiles épreuves routières européennes. À la fin de la Seconde Guerre mondiale, les organisateurs compensèrent le faible nombre de voitures en incluant les motos, le rallye redevenant spécifiquement course automobile en 1964, pour son intégration au Championnat d'Europe des rallyes. L'édition 1970 a été remportée par la Porsche de Björn Waldegård.

## Le parcours
- départ : 12 mai 1971 de Baden
- arrivée : 15 mai 1971 à Baden
- distance : 2 375 km dont 242 km sur 18 épreuves spéciales
- surface : principalement terre
- Parcours divisé en deux étapes comptant 9 épreuves spéciales chacune[4]

## Les forces en présence
- Alpine

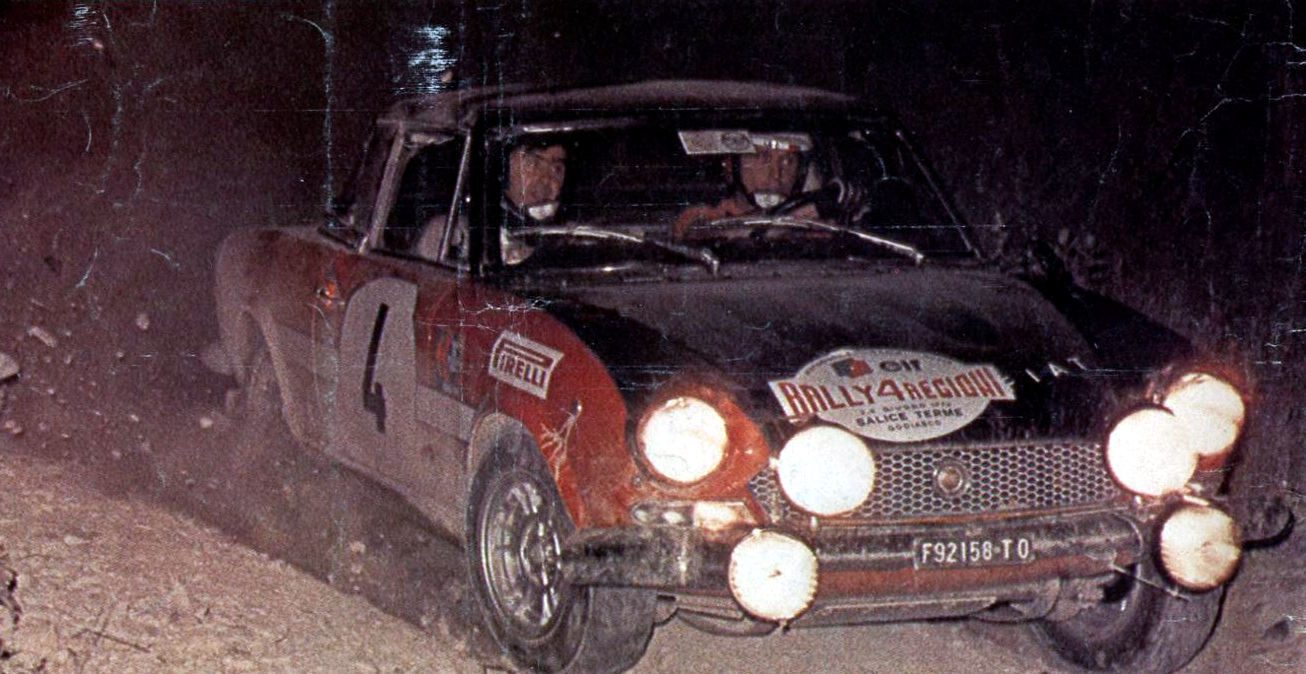
La Fiat 124 Spider groupe 4 de Paganelli/Russo.

La marque dieppoise aligne deux berlinettes A110 1600 S groupe 4 pour Jean-Luc Thérier/Claude Roure et Ove Andersson/Arne Hertz. Pesant 720 kg, elles sont animées par un moteur quatre cylindres de 1565 cm3, placé en porte-à-faux arrière, développant 150 chevaux. Elles sont chaussées de pneus Michelin.
- Fiat

Le grand constructeur turinois a engagé deux 124 Spider groupe 4 pour Håkan Lindberg/Bo Reinike et Alcide Paganelli/Ninni Russo. Préparés chez Abarth, ces voitures à transmission classique pèsent environ 900 kg et sont animées par un quatre cylindres de 1608 cm3 délivrant 140 chevaux. Les Fiat utilisent des pneus Pirelli.
- Lancia

La Scuderia Lancia n'a préparé qu'une seule Fulvia HF groupe 4 pour l'épreuve autrichienne, confiée à l'équipage Harry Källström/Gunnar Häggbom. Cette traction dispose d'un moteur V4 de 1584 cm3, alimenté par deux carburateurs Dell'Orto à double-corps, d'une puissance de 150 chevaux. Elle est chaussée de pneus Pirelli.
- BMW

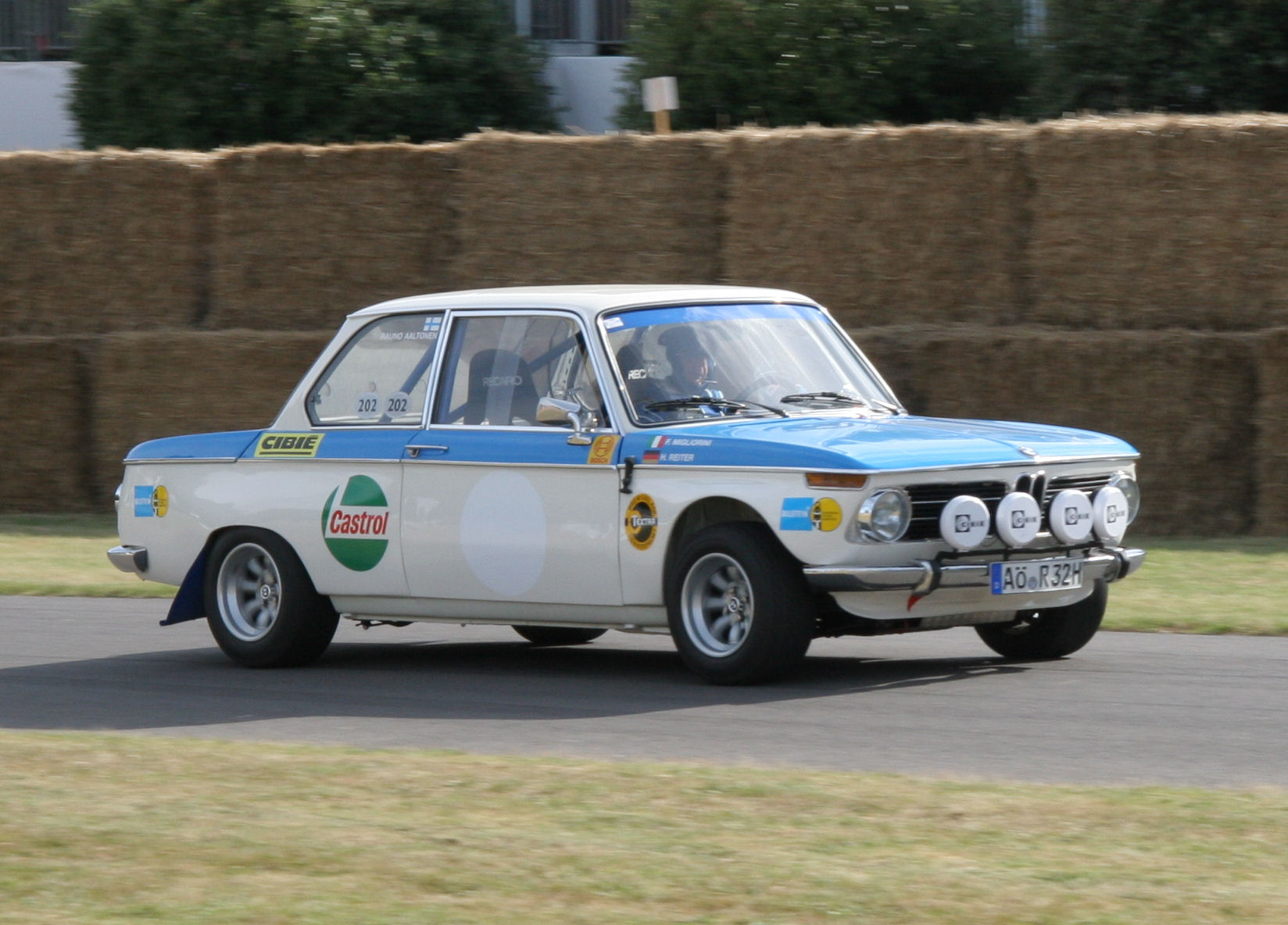
Une BMW 2002 Ti groupe 2 lors d'une manifestation historique.

La marque munichoise a amené une 2002 Ti groupe 2 pour Rauno Aaltonen/Ronald Crellin mais a également préparé la 2002 Ti privée de Tony Fall/Mike Wood, l'équipage britannique bénéficiant de l'équipe d'assistance officielle. Ces berlines «deux portes» à transmission classique pèsent un peu plus de 900 kg. Leur moteur quatre cylindres de 1990 cm3 est alimenté par deux carburateurs à double corps. La voiture d'Aaltonen développe 200 chevaux, dix de plus que celle de Fall. Les BMW utilisent des pneus Dunlop.
- Volkswagen-Porsche

Volkswagen-Porsche Autriche engage huit voitures : une 911 S groupe 4 (moteur 6 cylindres en porte-à-faux arrière, 2195 cm3, 200 chevaux) pour Günther Janger/Hans Siebert, une 914/6 groupe 4 (moteur central arrière 6 cylindres, 1991 cm3, plus de 180 chevaux) pour Carl Schindler/Gustav Hruschka et pas moins de six Volkswagen 1302 S groupe 2 (moteur 4 cylindres en porte-à-faux arrière, 1584 cm3, 125 chevaux) pour Joginder Singh/Reinhard Knoll, Edgar Herrmann/Manfred Stepany, Gernot Fischer/Herbert Kohlweis, Hans-Peter Krakhofer/Monika Krakhofer, Klaus Russling/Franz Mikes et Leopold Bosch/Walter Starmann. Toutes ces voitures sont équipées de pneus Dunlop.
- Citroën

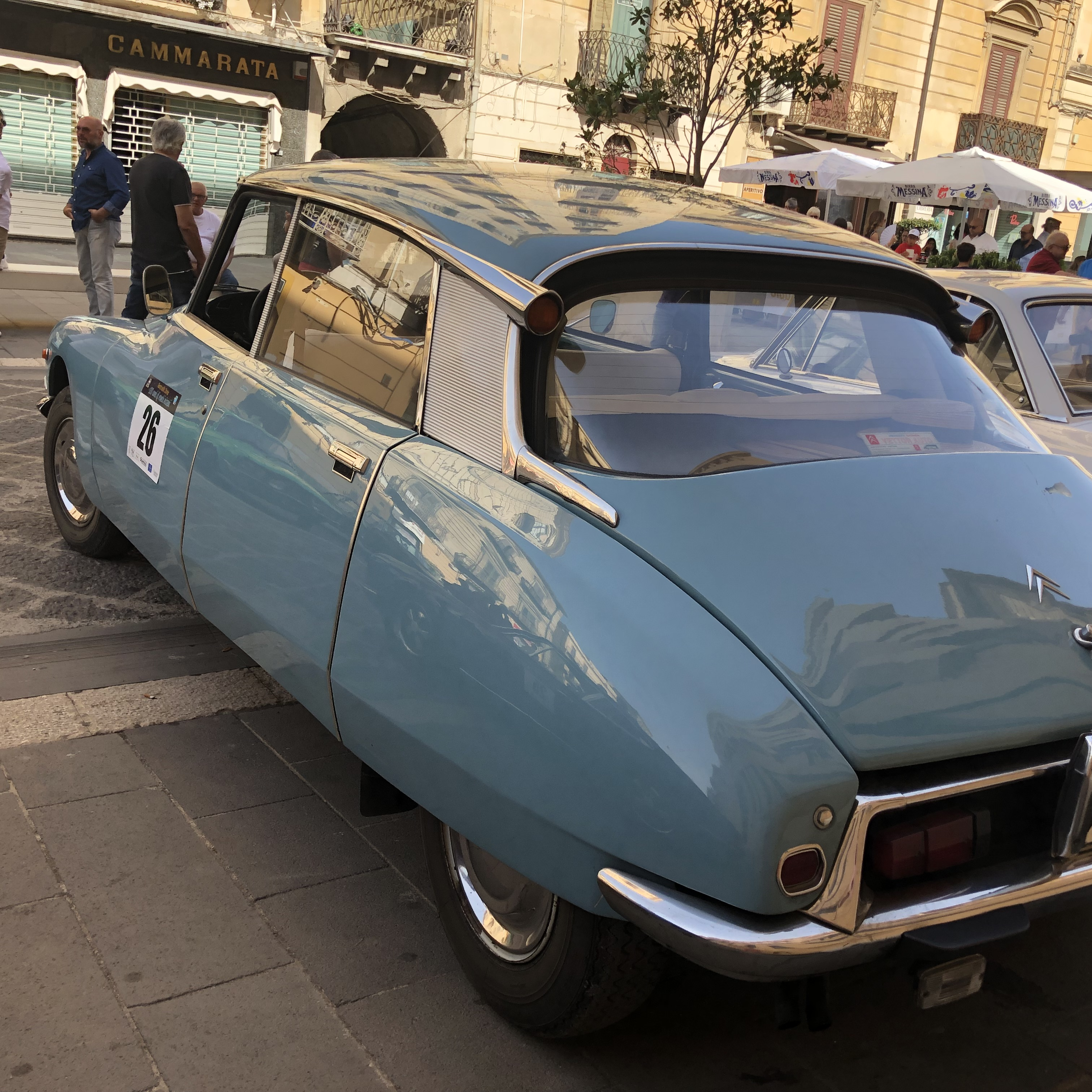
Six Citroën DS21 semi-officielles seront au départ, dont quatre versions groupe 1 semblables à ce modèle de série.

Dirigée par Richard Bochnicek, l'équipe Z Rally Team a engagé six DS21, deux en groupe 2 et quatre en groupe 1. Elles ont toutes été préparées à l'usine et bénéficient d'une assistance officielle. Ces berlines à suspension hydraulique et moteur quatre cylindres de 2175 cm3 pèsent 1350 kg. Navigué par Sepp-Dieter Kernmayer, Bochnicek pilote une version groupe 2 à carburateurs, développant 150 chevaux. Walter Lux/Kurt Netzinger partiront sur une groupe 2 à injection électronique, légèrement moins puissante. Les versions «Tourisme de série» sont également à injection, leur puissance est de 125 chevaux. Elles sont confiées à Francisco Romãozinho/Manuel Coentro, Franz Wurz/Franz Zögl, Wolfgang Petzl/Peter Tenor et Alexander Kaja/Hans Richter. Toutes ont des pneus Michelin.
- Škoda

Le constructeur tchèque aligne quatre Škoda 110 L groupe 2 pour John Haugland/Arild Antonsen, Milan Žid/Jaroslav Vylít, Oldřich Horsák/Jiří Motal et Oldřich Brunclík/Miroslav Kafka. Ces berlines ont un moteur quatre cylindres de 1150 cm3, monté en porte-à-faux arrière.
- Opel

Le Suédois Lars Carlsson a engagé son Opel Kadett Rallye groupe 2. Ce coupé à transmission classique pèse 900 kg ; il est doté d'un moteur quatre cylindres de 1890 cm3 développant environ 160 chevaux. Carlsson est navigué par son compatriote Jan-Åke Olsson.

## Déroulement de la course

### Première étape
Les équipages partent de Baden le mercredi soir, par temps sec. Le pilote local Günther Janger, sur Porsche, se montre le plus rapide dans la première épreuve chronométrée, mais se fait rapidement déborder par les Alpine de Jean-Luc Thérier et d'Ove Andersson qui vont outrageusement dominer cette première étape, Thérier remportant les sept spéciales suivantes juste devant son coéquipier ! Håkan Lindberg n'a pas eu l'occasion de se mêler à la lutte en tête, une sortie de route ayant éliminé la Fiat du Suédois dès le premier secteur. Janger a rapidement rétrogradé au classement avant de renoncer dans la sixième spéciale, suspension hors d'usage. Déjà retardé par des ennuis de moteur, Joginder Singh finira par abandonner dans le huitième secteur chronométré, la direction de sa Volkswagen ayant cédé. Les Alpine de Thérier et d'Andersson achèvent cette première étape avec une confortable avance, la BMW de leur rival le plus dangereux, Rauno Aaltonen, étant reléguée à près de cinq minutes. Quatrième sur l'unique Lancia engagée, Harry Källström, malgré des problème de tenue de route, n'est pas loin derrière. Le parcours difficile a mis à mal les mécaniques, et on enregistre déjà une vingtaine d'abandons.
| Pos. | Pilote           | Copilote       | Voiture                | Groupe | Écart        |
| ---- | ---------------- | -------------- | ---------------------- | ------ | ------------ |
| 1    | Jean-Luc Thérier | Claude Roure   | Alpine A110 1600 S     | 4      |              |
| 2    | Ove Andersson    | Arne Hertz     | Alpine A110 1600 S     | 4      | ?            |
| 3    | Rauno Aaltonen   | Ronald Crellin | BMW 2002 Ti            | 2      | + 4 min 41 s |
| 4    | Harry Källström  | Gunnar Häggbom | Lancia Fulvia coupé HF | 4      | + 5 min 25 s |
| 5    | Tony Fall        | Mike Wood      | BMW 2002 Ti            | 2      |              |
| 6    | Alcide Paganelli | Ninni Russo    | Fiat 124 Spider        | 4      |              |

### Deuxième étape

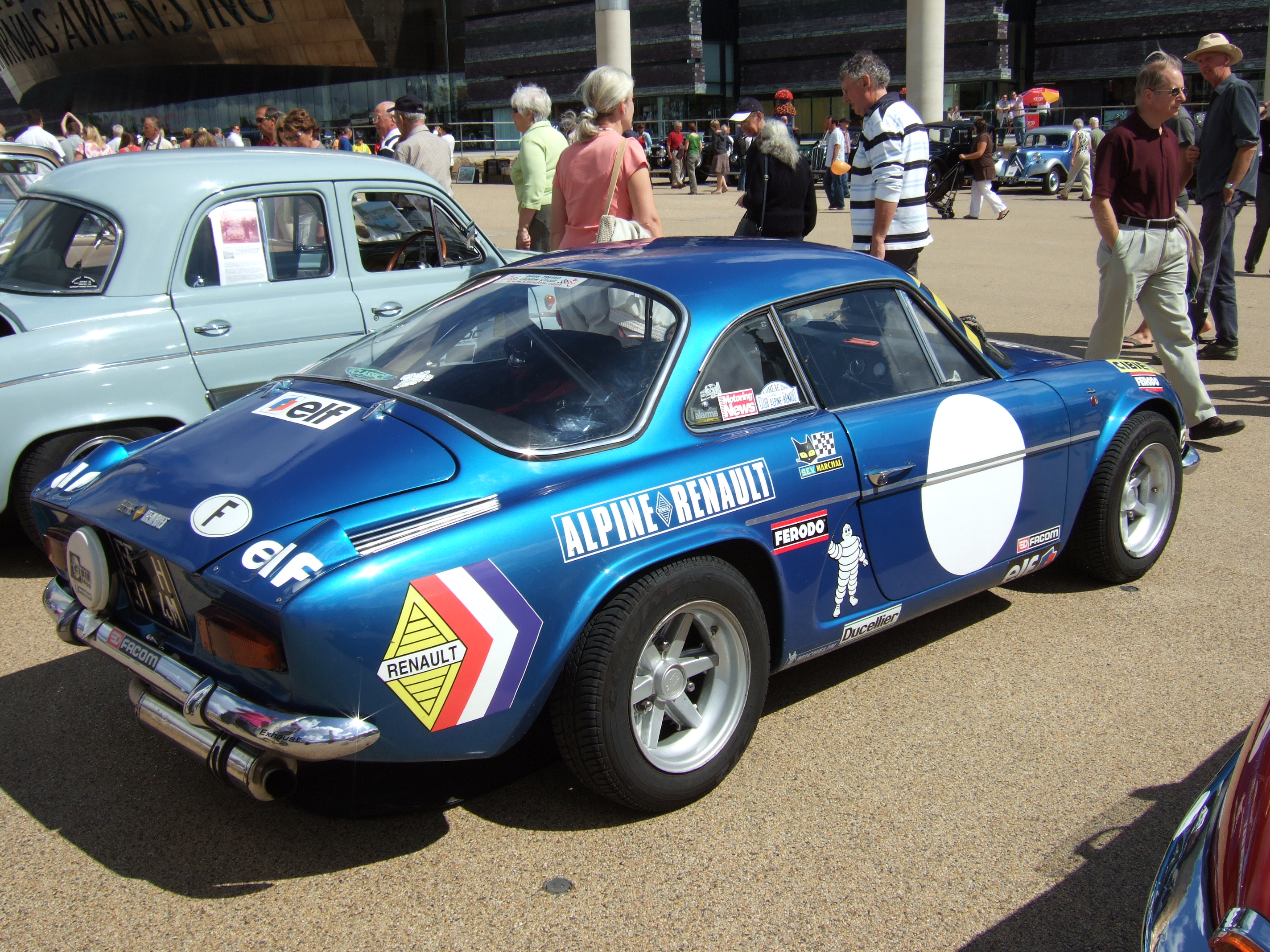
Grâce à Ove Andersson, l'Alpine A110 1600 S s'est déjà imposée trois fois cette saison, permettant à son constructeur de figurer en tête du championnat international.

Les équipages restant en course repartent le vendredi matin. Un joint de culasse claqué met bientôt un terme à la prestation de Källström.  Afin de permettre l'écoulement des eaux de pluie, des troncs d'arbres évidés sont régulièrement encastrés en travers des chemins. Ils mettent à mal les suspensions des voitures et vont bouleverser la physionomie de la course. Aaltonen, qui se maintenait en troisième position, ne dépassera pas la onzième spéciale, la suspension arrière de sa BMW n'ayant pas résisté. Thérier, qui dominait toujours l'épreuve, va également en faire les frais sur le parcours de liaison, un bris de fusée entraînant la perte d'une roue de son Alpine ; le pilote français sort de la route et doit abandonner, les réparations ne pouvant être effectuées dans les délais autorisés. Sa voiture sera cependant remise en état pour servir d'assistance rapide à son coéquipier Andersson, qui a pris la tête de la course devant la BMW de Tony Fall et la Fiat d'Alcide Paganelli. Sur sa Volkswagen, Edgar Herrmann navigue à une encourageante quatrième place, mais peu après un daim traversant la piste l'oblige à faire un brusque écart ; le double vainqueur du Safari ne peut éviter un rocher et doit renoncer sur place. Andersson mène avec une confortable avance et semble avoir déjà course gagnée lorsqu'il perd à son tour une roue avant, la suspension ayant cédé. Après une réparation de fortune, la voiture est cependant en mesure de repartir, mais dix minutes de pénalisations ont été encaissées. Fall est alors virtuellement en tête mais son coéquipier Mike Wood, qui n'a pas effectué de reconnaissance dans ce secteur et utilise les notes d'Aaltonen, va commettre une erreur de navigation qui va coûter vingt-six minutes à l'équipage ! Ayant conservé une dizaine de minutes d'avance sur Paganelli, Andersson est donc toujours premier, et, grâce à Thérier dépêché rapidement sur place pour apporter les pièces de rechange nécessaires pour une parfaite remise en état de l'Alpine. Malgré cinq minutes de pénalisations supplémentaires, Andersson peut terminer brillamment la course, remportant sa troisième victoire de la saison et permettant à Alpine de conforter sa place en tête du championnat. Paganelli prend la deuxième place. L'erreur de son copilote a coûté cher à Fall, qui a rétrogradé en cinquième position derrière les Volkswagen de Klaus Russling (vainqueur du groupe 2) et de Gernot Fischer. Emmenées par John Haugland, les Škoda effectuent un beau tir groupés, prenant les septième, huitième et neuvième places, juste devant la BMW de Walter Pöltinger qui s'impose en tourisme de série. Seulement seize voitures ont rallié l'arrivée.

### Classement général

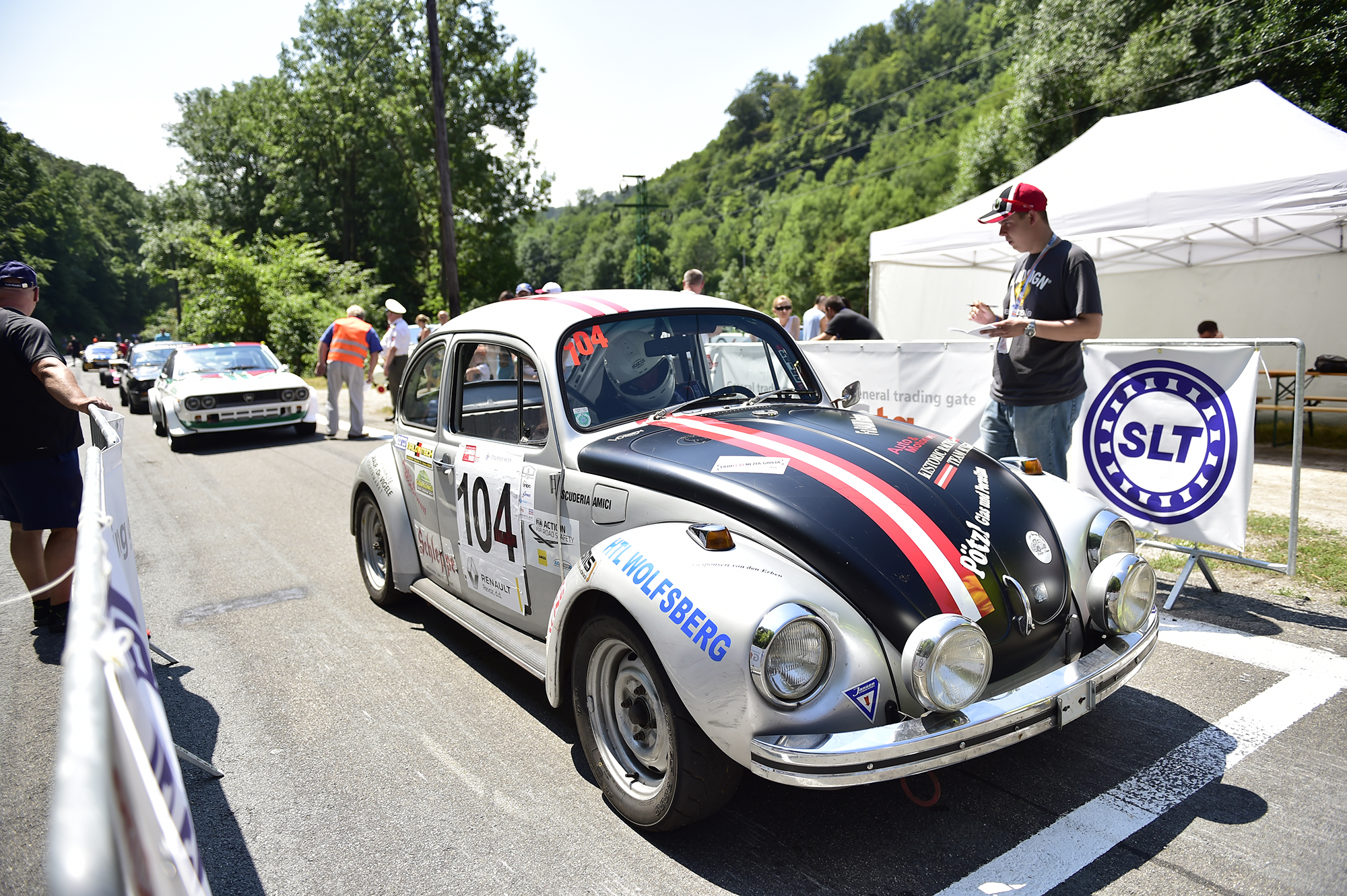
Beau résultat d'ensemble des Volkswagen 1302 S, les meilleures voitures terminant aux troisième, quatrième et sixième places.

| Pos | No | Pilote           | Copilote         | Voiture            | Temps           | Écart             | Groupe |
| --- | -- | ---------------- | ---------------- | ------------------ | --------------- | ----------------- | ------ |
| 1   | 7  | Ove Andersson    | Arne Hertz       | Alpine A110 1600 S | 3 h 19 min 05 s |                   | 4      |
| 2   | 6  | Alcide Paganelli | Ninni Russo      | Fiat 124 Spider    | 3 h 24 min 47 s | + 5 min 42 s      | 4      |
| 3   | 40 | Klaus Russling   | Franz Mikes      | Volkswagen 1302 S  | 3 h 33 min 50 s | + 14 min 45 s     | 2      |
| 4   | 37 | Gernot Fischer   | Herbert Kohlweis | Volkswagen 1302 S  | 3 h 37 min 33 s | + 18 min 28 s     | 2      |
| 5   | 11 | Tony Fall        | Mike Wood        | BMW 2002 Ti        | 3 h 45 min 07 s | + 26 min 02 s     | 2      |
| 6   | 43 | Leopold Bosch    | Walter Starmann  | Volkswagen 1302 S  | 3 h 58 min 06 s | + 39 min 01 s     | 2      |
| 7   | 51 | John Haugland    | Arild Antonsen   | Škoda 110 L        | 4 h 03 min 05 s | + 44 min 00 s     | 2      |
| 8   | 53 | Oldřich Horsák   | Jiří Motal       | Škoda 110 L        | 4 h 19 min 58 s | + 1 h 00 min 53 s | 2      |
| 9   | 52 | Milan Žid        | Jaroslav Vylít   | Škoda 110 L        | 4 h 23 min 52 s | + 1 h 04 min 47 s | 2      |
| 10  | 73 | Walter Pöltinger | Hans Hartinger   | BMW 2002 Ti        | 4 h 26 min 33 s | + 1 h 07 min 28 s | 1      |

### Équipages de tête
- ES1 :  Günther Janger -  Hans Siebert (Porsche 911 S)
- ES2 à ES11 :  Jean-Luc Thérier -  Claude Roure (Alpine A110 1600 S)
- ES12 à ES18 :  Ove Andersson -  Arne Hertz (Alpine A110 1600 S)

### Vainqueurs d'épreuves spéciales
- Ove Andersson -  Arne Hertz (Alpine A110 1600 S) : 9 spéciales (ES 9, 10, 12 à 18)
- Jean-Luc Thérier -  Claude Roure (Alpine A110 1600 S) : 8 spéciales (ES 2 à 8, 11)
- Günther Janger -  Hans Siebert (Porsche 911 S) : 1 spéciale (ES 1)

## Résultats des principaux engagés
| No | Pilote               | Copilote              | Voiture                | Groupe | Classement général                            | Class. groupe |
| -- | -------------------- | --------------------- | ---------------------- | ------ | --------------------------------------------- | ------------- |
| 1  | Jean-Luc Thérier     | Claude Roure          | Alpine A110 1600 S     | 4      | ab. après la 11e spéciale (roue arrachée)     | -             |
| 2  | Harry Källström      | Gunnar Häggbom        | Lancia Fulvia coupé HF | 4      | ab. dans la 10e spéciale (joint de culasse)   | -             |
| 3  | Günther Janger       | Hans Siebert          | Porsche 911 S          | 4      | ab. dans la 6e spéciale (suspension)          | -             |
| 4  | Håkan Lindberg       | Bo Reinicke           | Fiat 124 Spider        | 4      | ab. dans la 1re spéciale (sortie de route)    | -             |
| 6  | Alcide Paganelli     | Ninni Russo           | Fiat 124 Spider        | 4      | 2e à 5 min 42 s                               | 2e            |
| 7  | Ove Andersson        | Arne Hertz            | Alpine A110 1600 S     | 4      | 1er                                           | 1er           |
| 8  | Carl Schindler       | Gustav Hruschka       | Porsche 914/6          | 4      | ab. dans la 1re spéciale (alimentation)       | -             |
| 10 | Rauno Aaltonen       | Ronald Crellin        | BMW 2002 Ti            | 2      | ab. dans la 11e spéciale (suspension arrière) | -             |
| 11 | Tony Fall            | Mike Wood             | BMW 2002 Ti            | 2      | 5e à 26 min 02 s                              | 3e            |
| 12 | Joginder Singh       | Reinhard Knoll        | Volkswagen 1302 S      | 2      | ab. dans la 8e spéciale (direction)           | -             |
| 15 | Edgar Herrmann       | Manfred Stepany       | Volkswagen 1302 S      | 2      | ab. dans la 2e étape (sortie de route)        | -             |
| 19 | Rudolf Stohl         | Günther Kopescky      | Porsche 911 S          | 4      | ab. dans la 1re étape                         | -             |
| 27 | Walter Lux           | Kurt Netzinger        | Citroën DS21 injection | 2      | ab. dans la 1re étape                         | -             |
| 28 | Lars Carlsson        | Jan-Åke Olsson        | Opel Kadett Rallye     | 2      | ab. après la 10e spéciale (amortisseurs)      | -             |
| 30 | Richard Bochnicek    | Sepp-Dieter Kernmayer | Citroën DS21           | 2      | ab. dans la 1re étape (perte d'une roue)      | -             |
| 37 | Gernot Fischer       | Herbert Kohlweis      | Volkswagen 1302 S      | 2      | 4e à 18 min 28 s                              | 2e            |
| 38 | Hans-Peter Krakhofer | Monika Krakhofer      | Volkswagen 1302 S      | 2      | 11e à 1 h 11 min 02 s                         | 7e            |
| 40 | Klaus Russling       | Franz Mikes           | Volkswagen 1302 S      | 2      | 3e à 14 min 45 s                              | 1er           |
| 43 | Leopold Bosch        | Walter Starmann       | Volkswagen 1302 S      | 2      | 6e à 39 min 01 s                              | 3e            |
| 51 | John Haugland        | Arild Antonsen        | Škoda 110 L            | 2      | 7e à 44 min 00 s                              | 4e            |
| 52 | Milan Žid            | Jaroslav Vylít        | Škoda 110 L            | 2      | 9e à 1 h 04 min 47 s                          | 6e            |
| 53 | Oldřich Horsák       | Jiří Motal            | Škoda 110 L            | 2      | 8e à 1 h 00 min 53 s                          | 5e            |
| 54 | Oldřich Brunclík     | Miroslav Kafka        | Škoda 110 L            | 2      | ab. dans la 1re étape (embrayage)             | -             |
| 62 | Francisco Romãozinho | Manuel Coentro        | Citroën DS21 injection | 1      | ab. dans la 1re étape (tonneau)               | -             |
| 65 | Franz Wurz           | Franz Zögl            | Citroën DS21 injection | 1      | ab. dans la 1re étape                         | -             |
| 68 | Wolfgang Petzl       | Peter Tenor           | Citroën DS21 injection | 1      | ab. dans la 1re étape                         | -             |
| 70 | Alexander Kaja       | Hans Richter          | Citroën DS21 injection | 1      | ab. dans la 1re étape                         | -             |
| 73 | Walter Pöltinger     | Hans Hartinger        | BMW 2002 Ti            | 1      | 10e à 1 h 07 min 28 s                         | 1er           |

## Classement du championnat à l'issue de la course
- Attribution des points : 9, 6, 4, 3, 2, 1 respectivement aux six premières marques de chaque épreuve (sans cumul, seule la voiture la mieux classée de chaque constructeur marque des points).
- Troisième du Rallye Monte-Carlo à égalité avec une des Alpine, Porsche a marqué 3,5 points lors de cette épreuve[7].

| Pos. | Marque     | Points | M-C | SUE | SAN | SAF | MAR | AUT | ACR | ALP | RAC |
| ---- | ---------- | ------ | --- | --- | --- | --- | --- | --- | --- | --- | --- |
| 1    | Alpine     | 27     | 9   | -   | 9   | -   | -   | 9   |     |     |     |
| 2    | Datsun     | 11     | 2   | -   | -   | 9   | -   | -   |     |     |     |
| 2=   | Lancia     | 11     | 1   | 4   | 6   | -   | -   | -   |     |     |     |
| 4    | Porsche    | 10,5   | 3,5 | 3   | -   | 2   | 2   | -   |     |     |     |
| 5    | Peugeot    | 10     | -   | -   | -   | 4   | 6   | -   |     |     |     |
| 6    | Saab       | 9      | -   | 9   | -   | -   | -   | -   |     |     |     |
| 6=   | Citroën    | 9      | -   | -   | -   | -   | 9   | -   |     |     |     |
| 8    | BMW        | 8      | -   | 6   | -   | -   | -   | 2   |     |     |     |
| 8=   | Fiat       | 8      | -   | -   | 2   | -   | -   | 6   |     |     |     |
| 10   | Volkswagen | 4      | -   | -   | -   | -   | -   | 4   |     |     |     |
| 11   | Ford       | 3      | -   | -   | -   | 3   | -   | -   |     |     |     |
| 12   | Opel       | 2      | -   | 2   | -   | -   | -   | -   |     |     |     |